# Drań
Drań – trzeci singel polskiej piosenkarki Agnieszki Chylińskiej z jej czwartego albumu studyjnego, zatytułowanego Never Ending Sorry. Singel został wydany 25 stycznia 2023.
Kompozycja znalazła się na 14. miejscu listy OLiA, najczęściej odtwarzanych utworów w polskich rozgłośniach radiowych. Nagranie otrzymało w Polsce status platynowego singla, przekraczając liczbę 50 tysięcy sprzedanych kopii.

## Geneza utworu i historia wydania
Utwór napisali i skomponowali Agnieszka Chylińska, Rafał Stępień, Błażej Chochorowski, Maciej Mąka i Oskar Podolski.
Singel został umieszczony na czwartym albumie studyjnym Chylińskiej – Never Ending Sorry.
W kwietniu 2023 piosenkę zaśpiewała na żywo w ramach cyklu „ZET Akustycznie”, a 19 maja 2023 wykonała singel w ramach cyklu „Poplista Live Sessions” na kanale radia RMF FM.

## „Drań” w stacjach radiowych
Nagranie było notowane na 14. miejscu w zestawieniu OLiA, najczęściej odtwarzanych utworów w polskich rozgłośniach radiowych.

## Teledysk
Do utworu powstał teledysk w reżyserii Adama Gawendy, który udostępniono w dniu premiery singla za pośrednictwem serwisu YouTube. W klipie występuje Anna Dymna.

## Notowania
| Kraj   | Lista (2023)                   | Najwyższa pozycja |
| ------ | ------------------------------ | ----------------- |
| Polska | OLiS – oficjalna lista airplay | 14                |

| Kraj   | Lista (2023)                   | Pozycja |
| ------ | ------------------------------ | ------- |
| Polska | OLiS – oficjalna lista airplay | 100     |

## Certyfikaty
| Kraj          | Certyfikat      | Sprzedaż |
| ------------- | --------------- | -------- |
| Polska (ZPAV) | platynowa płyta | 50 000+  |

## Wyróżnienia
| Rok  | Konkurs                  | Kategoria    | Rezultat    |
| ---- | ------------------------ | ------------ | ----------- |
| 2023 | Przebój roku RMF FM 2023 | Przebój roku | 22. miejsce |